# Devarshola
Devarshola è una suddivisione dell'India, classificata come town panchayat, di 23.085 abitanti, situata nel distretto dei Nilgiri, nello stato federato del Tamil Nadu. In base al numero di abitanti la città rientra nella classe III (da 20.000 a 49.999 persone).

## Geografia fisica
La città è situata a 11° 32' 50 N e 76° 27' 23 E.

## Società

### Evoluzione demografica
Al censimento del 2001 la popolazione di Devarshola assommava a 23.085 persone, delle quali 11.439 maschi e 11.646 femmine. I bambini di età inferiore o uguale ai sei anni assommavano a 2.955, dei quali 1.446 maschi e 1.509 femmine. Infine, coloro che erano in grado di saper almeno leggere e scrivere erano 15.737, dei quali 8.546 maschi e 7.191 femmine.